# Томислав Фрањковић
Томислав Фрањковић (19. мај 1931 — 11. октобар 2010) био је југословенски ватерполиста.

## Спортска биографија
Рођен је 19. маја 1931. године у Корчули. Дипломирао је на Филозофском факултету. Пливање и ватерполо започео је да тренира на пливалишту КПК (Корчуланског пливачког клуба) у Корчули. У сплитски Морнар стигао је након што је овај основан као војни клуб. Играо је за КПК од 1945. до 1949. године када је отишао на одслужење војног рока, након чега, као и велики број квалитетних ватерполиста, завршава у Морнару. За Морнар је играо све до 1960. године. Био је члан екипе која је освојила првенство Југославије 1952, 1953, 1955. и 1956. године. Оставио је велики траг и у пливачком спорту. Године 1953. члан је штафете Морнара која је постала државни првак на 4x100 метара мешовито, као и пливачких шампионских екипа Морнара 1955, 1956. и 1957. године.
За ватерполо репрезентацију Југославије је наступао од 1952. до 1958. године. Играо је на Олимпијским играма 1956. године у Мелбурну, где је Југославија освојила сребрну медаљу. Поред олимпијског сребра, освојио је сребрну медаљу на Европском првенству 1954. године у Торину.
Преминуо је 10. октобра 2010. године у Корчули, где је и сахрањен.